# Дороговказ

Український покажчик напрямків за стандартом ДСТУ 4100:2021

Дороговка́з (покажчик напрямків) — дорожній знак, який інформує про напрямок руху до зазначених на ньому пунктів.
- Знак, встановлений поза населеним пунктом, має зелений або синій фон, якщо він встановлений відповідно на автомагістралі чи іншій дорозі. Вставка на синьому чи зеленому фоні означає, що рух до зазначеного населеного пункту або об'єкта здійснюється відповідно по дорозі іншій, ніж автомагістраль, чи по автомагістралі.[1]
- Знак, що встановлений в населеному пункті, має білий фон. Вставка на синьому чи зеленому фоні означає, що рух до зазначеного населеного пункту або об'єкта здійснюється відповідно по дорозі іншій, ніж автомагістраль, чи по автомагістралі.[1]
- Знак 5.59 «Покажчик напрямку» (на коричневому фоні) інформує про напрямок руху до визначних місць.[1]
- На вставках знаку можуть зазначатися номери доріг (маршрутів).[1]